# 普凱尼鄉
45°11′N 25°16′E / 45.183°N 25.267°E
普凱尼鄉（羅馬尼亞語：Comuna Pucheni, Dâmbovița），是個位於羅馬尼亞南部的鄉份，由登博維察縣負責管轄，面積35平方公里，海拔高度600米，2007年人口2,162，人口密度每平方公里61人。